# Малые ГЭС Северной Осетии
Малые ГЭС Северной Осетии — гидроэлектростанции мощностью менее 25 МВт, расположенные на территории республики Северная Осетия.
Республика Северная Осетия, в связи с наличием горного рельефа, обладает значительным гидроэнергетическим потенциалом — 22,7 млрд кВт·ч. Реки региона принадлежат к бассейну реки Терек (наиболее значительные водотоки — рр. Терек, Гизельдон, Фиагдон, Ардон, Урсдон, Урух). Гидроэнергетический потенциал используется несколькими средними и малыми ГЭС. К числу первых относится Эзминская ГЭС (45 МВт, р. Терек, введена в 1954 году), а также комплекс Зарамагских ГЭС (356 МВт, р. Ардон).

## Действующие малые ГЭС
Гизельдонская ГЭС
Расположена на р. Гизельдон. Мощность ГЭС — 22,8 МВт, среднегодовая выработка — 56,9 млн кВт·ч. Вторая по напору ГЭС России. Введена в эксплуатацию в 1934 году (одна из старейших ГЭС России). Собственник станции — ПАО «РусГидро».
Дзауджикауская ГЭС
Расположена на р. Терек. Мощность ГЭС — 8 МВт, среднегодовая выработка — 41,9 млн кВт·ч. Введена в эксплуатацию в 1948 году. Собственник станции — ПАО «РусГидро».
Фаснальская ГЭС
Расположена на реке Сонгутидон. Мощность ГЭС — 1,6 МВт (изначально — 6,4 МВт), среднегодовая выработка — 20,37 млн кВт.ч. В здании ГЭС размещено 4 гидроагрегата мощностью по 1,6 МВт, из них по состоянию на 2022 год эксплуатируется один гидроагрегат (с ковшовой гидротурбиной). Три из них типа ГА-9 оборудованы радиально-осевыми турбинами РО-120-Г-65 и генераторами СГ-1600-12В2УХЛЗ. Один гидроагрегат типа ГА-10М со спаренной ковшовой турбиной К 450-Г-96 и генератором СГ-1600-12В2УХЛЗ. Длина деривации 1400 м, статический напор 127 м. Собственник станции — ООО «ЭкоГенерация».
Павлодольская ГЭС
Расположена на реке Терек, выше Моздока. ГЭС пущена в 1965 году. Мощность ГЭС — 2,64 МВт, среднегодовая выработка 1,208 млн кВт·ч. Коэффициент использования мощности по турбинам проектный — 0,53. В здании ГЭС установлено два гидроагрегата с пропеллерными турбинами ПР 245\10-ВБ220 мощностью по 1,32 МВт, работающими при расчетном напоре 7,5 м. Оборудование ГЭС изношено на 91 %, текущий напор не соответствует проектному и составляет 3,5-5,8 м. Проводится модернизация оборудования с заменой рабочих колес гидротурбин и обмоток гидрогенераторов (в 2007—2008 году был модернизирован гидроагрегат № 1, поставщик — ОАО «Уралэлектротяжмаш-Уралгидромаш», новое рабочее колесо отгружено в январе 2008 года. Собственник станции — ПАО «РусГидро»).
Беканская ГЭС
Расположена на озере Бекан. Мощность ГЭС — 0,504 МВт, среднегодовая выработка — 0,9 млн кВт·ч. Введена в эксплуатацию в 1945 году. Собственник станции — ООО «Югэнерго».
Кора-Урсдонская ГЭС
Расположена в Дигорском районе, у села Кора-Урсдон, на реке Урсдон. Строительство гидротехнических сооружений Кора-Урсдонской ГЭС произведено ориентировочно 1955—1959 гг., создавалась как межколхозная электростанция. В 1964 году была закрыта как неэффективная, в 1997 году восстановлена частным предпринимателем и принята на баланс «Севкавказэнерго» в 2000 году. Входе реформы РАО «ЕЭС России» вошла в состав ПАО «РусГидро», в 2020 году была передана Дур-Дурскому сельскому поселению и в том же году продана ООО «Югэнерго». Станция построена по деривационной схеме. Состав сооружений ГЭС:
- головной узел, состоящий из водоприемника и водосбросных сооружений;
- открытый деривационный канал длиной 2337 м с отстойником, пропускной способностью 1,2 м³/с. Канал имеет многочисленные повреждения, пропуск воды производится по расположенным на дне канала бетонным лоткам;
- напорный узел, состоящий из напорного бассейна и водоприёмника, совмещённого с холостым водосбросом;
- водосбросной канал;
- два напорных металлических турбинных трубопровода;
- здание ГЭС;
- отводящий канал длиной 900 м;
- ЗРУ 10 кВ.

Установленная мощность ГЭС — 0,63 МВт, располагаемая мощность — 0,13 МВт, среднегодовая выработка — 0,8 млн кВт·ч. В здании ГЭС размещены два горизонтальных гидроагрегата мощностью по 0,315 МВт с радиально-осевыми турбинами РО-30-ГФ60, работающими при напоре 18 м при расходе воды через каждую турбину 2,15 м³/сек. Турбины приводят в действие генераторы СГ-2-85/45. Производитель турбин — ОАО «Уралэлектротяжмаш-Уралгидромаш», генераторов — Софринский электромашинный завод. Выдача электроэнергии в энергосистему производится по одной линии электропередачи напряжением 10 кВ.

## Планируемые малые ГЭС
Заявлен ряд проектов создания малых ГЭС, находящихся в разной степени готовности к реализации.
Фиагдонская ГЭС
Створ ГЭС на р. Фиагдон. ГЭС деривационного типа.
Состав сооружений ГЭС:
- плотина из грунтовых материалов высотой 3 м с водозабором и водосбросом;
- напорный деривационный трубопровод диаметром 1,2 м и длиной 3 км;
- здание ГЭС;
- ОРУ 10 кВ.

Мощность ГЭС — 5 МВт, среднегодовая выработка — 23,7 млн кВт·ч.
В здании ГЭС должны быть размещены 2 ковшовых гидроагрегата мощностью по 2,5 МВт, работающих при расчетном напоре 198 м на расчетном расходе 3 м³/сек. По более ранним проработкам, мощность ГЭС должна была составлять 4-4,6 МВт, среднегодовая выработка — 22 млн кВт·ч. Оператор проекта ГЭС — фонд «Новая энергия», контролируемый ОАО «РусГидро». Проект находился в стадии осуществления — был разработан рабочий проект ГЭС, заказано гидросиловое оборудование, начаты строительные работы. Ввод ГЭС был намечен намечен на 4 квартал 2008 года, однако в установленные сроки ГЭС введена не была. Строительство ГЭС было включено в инвестиционные программы ОАО «РусГидро» на 2010 год (финансирование в объеме 44,8 млн руб.) и на 2011 — 2013 годы (финансирование в объеме 250 млн руб). В итоге РусГидро отказалось от реализации проекта.
Реализацией проекта МГЭС на р. Фиагдон в 2021 году занялась дочерняя компания «ЭкоЭнерджи Групп» в лице ООО «ГидроЭнерджи — Осетия». Малая ГЭС получила наименование «Барс».
Малая ГЭС "Барс"
Месторасположение створа головного узла для строительства малой ГЭС "Барс" приблизительно совпадает с Фиагдонской ГЭС, а расположение здания МГЭС изменено и оптимизировано под современные требования. В рамках проектирования малой ГЭС "Барс" была выполнена работа по повышению эффективности и экологичности проекта за счет создания рыбоходных сооружений, снижения потерь напора на трассе деривационного водовода, повышения полезной выработки электроэнергии и интеграции солнечной генерации для обеспечения собственных нужд объекта. Интеграция солнечной электростанции технически переводит малую ГЭС в категорию гибридных гидро-солнечных систем генерации и позволит обеспечить 100% отпуск электроэнергии, выработанной гидроагрегатами. В октябре 2023 года был заложен первый куб бетона в основание здания малой ГЭС. В рамках церемонии начала строительства были подписаны контракты на поставку основного генерирующего оборудования. Поставку гидроэнергетических установок обеспечивает российская компания "ТурбоГрин" в партнерстве с китайской компанией «CSIC». Гидроагрегаты будут произведены в России, в Республике Дагестан с поставками компонентов из других регионов. В рамках проектирования также был проработан вариант создания  малой ГЭС "Барс-2" выше по течению и объединению двух станций в единый каскад. Мощность МГЭС "Барс" составляет 4,8 МВт, а плановая годовая выработка около 30 млн. кВт*ч. Ввод в эксплуатацию МГЭС "Барс" намечен на 2025 год. Проект МГЭС "Барс-2" рассматривается мощностью до 5,2 МВт.
Айгомугская ГЭС
Створ ГЭС на р. Айгамуга. Мощность ГЭС — 6,5 МВт. В конце 2006 года ОАО «Зеленчукские ГЭС» объявило конкурс на разработку технико-экономического обоснования проекта строительства станции. Проект ГЭС был представлен ОАО «ГидроОГК» частным инвесторам в апреле 2007 года, современный статус проекта неизвестен.
Моздокская ГЭС
Створ ГЭС на 21 километре Терско-Кумского канала. Мощность ГЭС — 7,5 МВт, среднегодовая выработка — 25 млн кВт·ч. Напор на гидроагрегатах — 8,5 м. Проект ГЭС был представлен на нескольких инвестиционных форумах, современный статус проекта неизвестен.
Каскады малых ГЭС в бассейне реки Урух
В бассейне р. Урух запланировано создание 17 малых ГЭС общей мощностью 240 МВт и среднегодовой выработкой 980 млн кВт·ч. ГЭС планируется разместить следующим образом:
- пять ГЭС на р. Урух;
- два ГЭС на р. Танадон;
- три ГЭС — на р. Караугом;
- четыре ГЭС — на р. Билягидон;
- три ГЭС — на р. Айгамуга.

Схема и концепция использования гидроэнергетического потенциала бассейна Урух была разработана компанией «ИНСЭТ» и утверждена правительством республики Северная Осетия в июне 2007 года. В сентябре 2007 года правительство Северной Осетии и группа компаний «Меркурий» подписали соглашение о строительстве каскада, объем инвестиций ГК «Меркурий» в реализацию проекта должен составить 8,53 млрд руб. Начало строительства ГЭС было запланировано на 2008 год, ввод первой очереди комплекса (8 ГЭС) — на 2012 год, окончание строительства комплекса ГЭС — в 2017 году. Строительство станций начато не было.
Другие проекты
В 1990-х годах были проведены предварительные проработки по нескольким малым ГЭС, информация по которым представлена в таблице. Современный статус этих проектов неизвестен, по Билягидонской ГЭС в конце 2006 года ОАО «Зеленчукские ГЭС» объявило конкурс на разработку технико-экономического осбоснования проекта строительства станции, для этой же станции ОАО «Силовые машины» в 1997 году изготовило ковшовую гидротурбину.
| Название ГЭС      | Река      | Напор, м | Мощность, МВт | Выработка, млн кВт·ч/год |
| ----------------- | --------- | -------- | ------------- | ------------------------ |
| Билягидонская ГЭС | Билягидон | 100      | 4,5           | 19,1                     |
| Геналдонская ГЭС  | Геналдон  | 80       | 2,3           | 9,6                      |
| Даргавская ГЭС    | Геналдон  | 130      | 2,8           | 13                       |
| Дзуарикауская ГЭС | Фиагдон   | 19,5     | 0,6           | 5,6                      |
| Фиагдонская ГЭС   | Фиагдон   | 50       | 3,4           | 17,1                     |
| Дигорская ГЭС     | Урух      | 37       | 1,7           | 7,1                      |